# بطولة ويمبلدون 1909
قائمة ببطولات ويمبلدون لسنة 1909:

## فردي رجال
أرثر جور هزم  جوزيه رايتشي. النتيجة: 6-8 1-6 6-2 6-2 6-2

## فردي سيدات
دورا بوثبي هزمت  أغنيس مورتن. النتيجة: 6-4, 4-6, 8-6